# Ara Máxima de Hércules Invicto

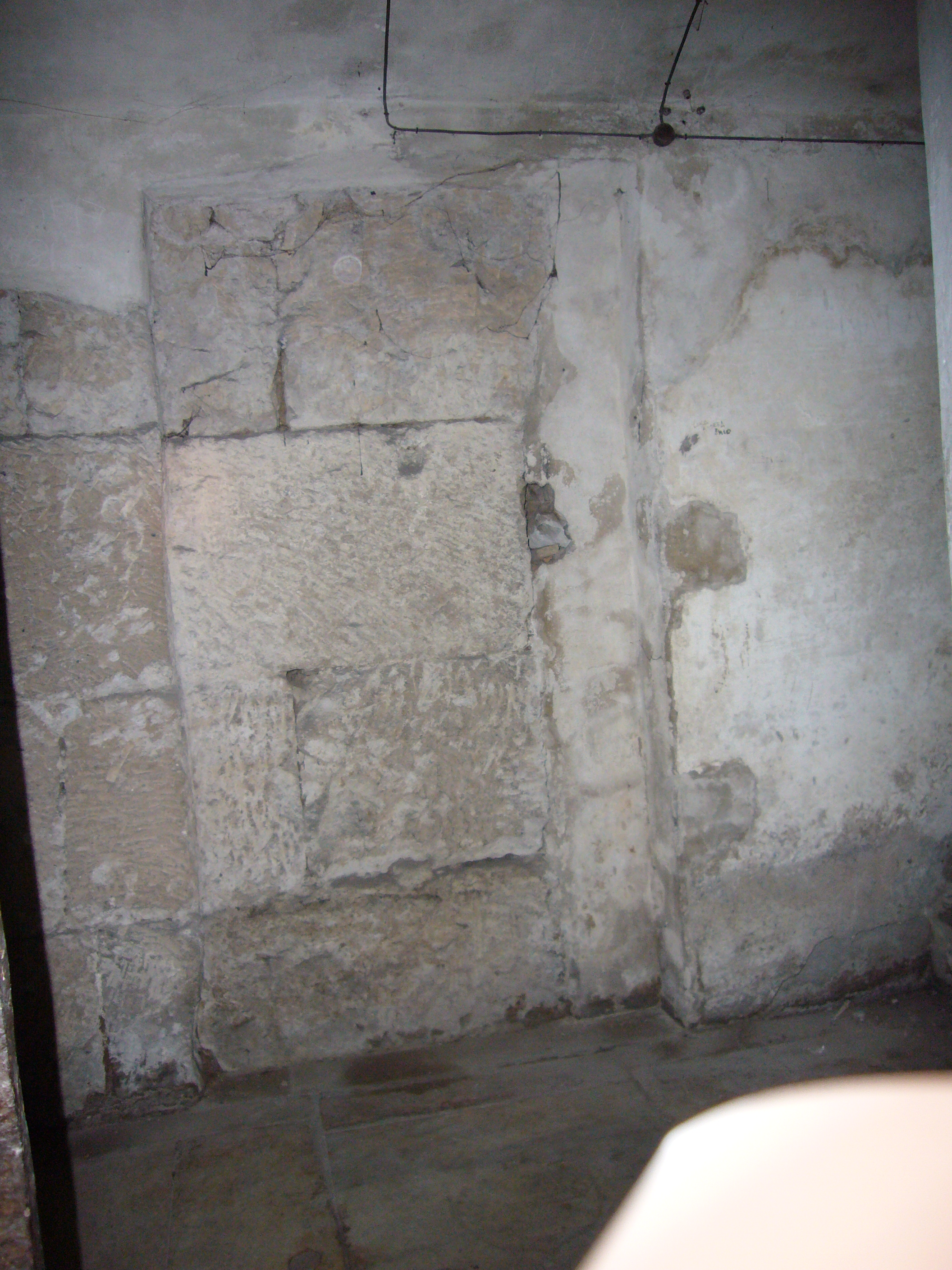
Restos del Ara Máxima de Hércules en la basílica de Santa Maria en Cosmedin.

El Ara Máxima de Hércules Invicto (en latín, Herculis Invicti Ara Maxima) era un antiguo altar situado en el Foro Boario de Roma, en las proximidades del Tíber.

## Historia
Fue el más antiguo centro de culto de Hércules en Roma, precedente del templo circular de Hércules Víctor. La tradición romana atribuye a este lugar el sitio donde Hércules mató a Caco y a Evandro su construcción.
El altar fue construido en el año 495 a. C., cuando el área todavía no había sido saneada y fue reconstruido en el siglo II a. C., cuando para evitar las inundaciones del Tíber se construyó una presa y se destruyeron los edificios del Foro Boario. El altar fue nuevamente destruido durante el gran incendio de Roma del año 64, y nuevamente reconstruido y todavía seguía en pie en el siglo IV. Filippo Coarelli y otros arqueólogos. han identificado sus restos en una plataforma de toba en la cripta de Santa Maria en Cosmedin, un pórtico que se utiliza para dividir la nave principal de la lateral. 
Varias referencias, utilizando a Marco Terencio Varrón como su fuente, hablan de la exclusión de las mujeres en las ceremonias o de tomar parte en los sacrificios de ganado bovino. Los ritos en el Ara Máxima eran considerados exóticos dentro del culto a Hércules y se realizaban con el ritu Graeco, con la cabeza descubierta.